# Hacienda Wheeler-Minot
La Hacienda Wheeler-Minot (Wheeler-Minot Farmhouse), conocida localmente como Thoreau Farm (Granja Thoreau), es una casa histórica de los Estados Unidos en el 341 de Virginia Road, en Concord (Massachusetts), lugar de nacimiento del pensador, naturalista y escritor Henry David Thoreau. Como tal está designada y registrada en el Registro Nacional de Lugares Históricos de los Estados Unidos.
A diferencia de otros escritores y pensadores asociados a Concord —incluyendo a Ralph Waldo Emerson, Nathaniel Hawthorne, Amos Bronson Alcott y Louisa May Alcott— Henry David Thoreau fue el único nacido en la ciudad, más concretamente en la granja de la familia, el 12 de julio de 1817, y vivió en Concord la mayor parte de su vida.
Poco después de la muerte de Thoreau en 1862, algunos académicos, discípulos y turistas empezaron a interesarse por el lugar exacto de su nacimiento.

## Historia: primeros años
La casa y las tierras de cultivo circundantes ya tenían una larga historia antes del nacimiento de Thoreau en 1817. Los nativos americanos cultivaron esta tierra hasta que la ciudad de Concord fue constituida en 1635. 
Entre los primeros colonos se encontraba el sargento Thomas Wheeler, quien adquirió partes sustanciales de terreno en el primer y segundo reparto de las tierras. Thomas proporcionó importantes explotaciones a dos de sus hijos, John and Timothy, a lo largo de lo que luego sería conocido como Virginia Road.
Su hijo John Wheeler desarrolló una finca bastante prospera a partir del terreno cedido por su padre y alrededor de 1730 construyó la casa de campo que se ha conservado hasta hoy.
En 1756, la casa y la granja se vendieron al primo de John Wheeler, el Diácono Samuel Minot, quien transmitió la propiedad a su hijo, Jonas Minot. Este último, a finales del siglo XVIII, amplió la granja en casi 104 hectáreas y la convirtió en una de las más grandes de Concord en aquel momento. En 1789 Jonas Minot se convirtió en padrastro de la madre de Thoreau, tras enviudar y convertirse en segundo esposo de su abuela materna.

## sigloXIX: el nacimiento de Thoreau

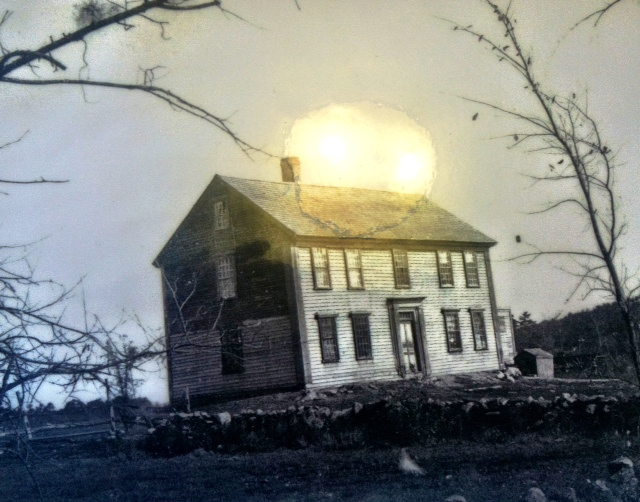
Hacienda Wheeler-Minot en la década de 1870.

Mary Jones Dunbar, la por entonces viuda y futura abuela de Henry David Thoreau, se casó con el también viudo Jonas Minot en 1798, trasladándose ambos a vivir a la granja con sus hijos, incluida su hija Cynthia, la madre de Thoreau. Cynthia creció en la casa de Virginia Road y vivió allí durante catorce años, hasta 1812, cuando se casó con John Thoreau.
En 1813, Jonas murió y Cynthia retornó a la granja con John a petición de la nuevamente viuda abuela Mary para hacerse cargo de la situación y cuidado de la granja. Incapaces de hacerlo durante una época de clima particularmente duro en Nueva Inglaterra, acabaron por dejar Virginia Road y mudarse de vuelta al centro de la ciudad en 1818, con su hijo de ocho meses, Henry, que había nacido en la granja.
Pese a que Thoreau vivió en la granja por poco tiempo, le proporcionó inspiración y temas sobre los que reflexionar en sus escritos. Los recuerdos de la infancia de Cynthia eran un tema frecuente en las conversaciones familiares de sus últimos años, y estos recuerdos encontraron forma en los diarios de Thoreau. Dibujan una imagen de la vida en Virginia Road que nos proporciona una fiel visión de los inicios del siglo XIX, una visión que encontrará su lugar también en la mente de Thoreau, para quien la simplicidad de los granjeros de Concord en aquellos años era una virtud frente a los nuevos tiempos dominados por el progreso y la máquina.
Después de que Thoreau la abandonase, la granja pasó por diversas manos antes de empezar a arrendarse la propiedad a partir de mitad del siglo XIX, trabajada inicialmente por afroamericanos e inmigrantes de Irlanda, Nueva Escocia y Escandinavia. En 1878, la casa fue trasladada unas 300 yardas en dirección a la carretera y una nueva casa fue construida en su lugar original. Tras el traslado, la chimenea central de la casa fue eliminada y parece que muchas alteraciones interiores y exteriores, evidentes a partir de 1900, se produjeron entonces.

## sigloXX: la restauración

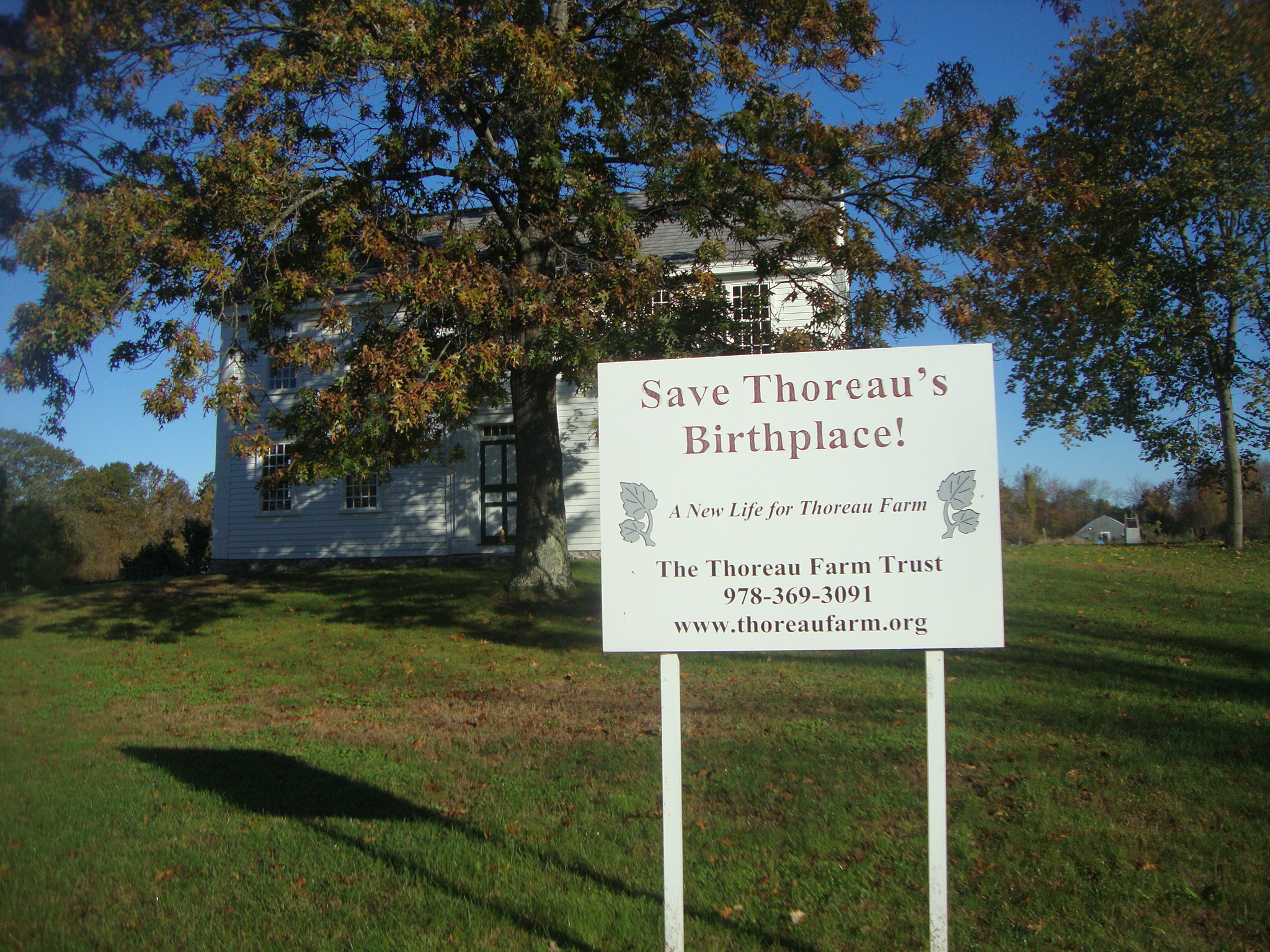
La Hacienda Wheeler-Minot tras su adquisición por la Thoreau Farm Trust.

A principios del siglo veinte, la casa pasó a manos de James Breen, Sr., y su familia, inmigrantes irlandeses que mantuvieron una explotación agrícola modesta de 22 acres en los terrenos circundantes durante la mayor parte del siglo. 
En 1995, James Breen, Jr. murió y la propiedad se puso a la venta en el mercado. Se lanzó una campaña para salvar la casa y el terreno, y gracias a los esfuerzos de un grupo de trabajo público-privado se consiguió el dinero para garantizar que la casa se conservara y se utilizara para el bien público.
La casa natal de Thoreau fue finalmente adquirida en 1995 por la Thoreau Farm Trust, una organización sin ánimo de lucro.
El lugar fue sometido a una profunda restauración y ahora está abierto al público los fines de semana entre mayo y octubre. Hace unos años, en 2004, la casa fue registrada en el Registro Nacional de Lugares Históricos.